# Madre (el drama padre)
Madre (el drama padre) és una obra de teatre en dos actes, escrita per Enrique Jardiel Poncela i estrenada al Teatre de la Comedia de Madrid el 12 de desembre de 1941.

## Argument
Unes quatrigèmines contreuen matrimoni amb uns quatrigèmins quan de sobte, tot s'embulla al circular la notícia que, pel que sembla, els vuit són germans. El drama se cern sobre els jovençans, encara que aniran apareixent nous personatges i nova informació que posarà en dubte les diferents paternitats i parentius entre els uns i els altres.

## Representacions destacades
- Teatre (Estrena, 1941). Intèrprets: Guadalupe Muñoz Sampedro, Antonia Plana, Manuel Gómez, José Orjas, Carlos Lemos, Fernando Fernán Gómez, Elvira Noriega.[1]
- Teatre (Teatre Borràs de Barcelona, 1945). Intèrprets: Guadalupe Muñoz Sampedro, Luchy Soto, Consuelo Company, Manolo Gómez Bur, Miguel Gómez, Martínez Ferrer, Fidel Díez.
- Televisión (TVE, 1976). Intèrprets: Amparo Soto, Valeriano Andrés, Víctor Valverde, María Kosty, Félix Navarro, Fedra Lorente, Enric Arredondo, Yolanda Ríos, Alberto Fernández, Alfonso Gallardo, Carmen Maura, Antonio Durán, Ramón Corroto, Raquel Rodrigo, Manuel Torremocha
- Teatre (2001). Intèrprets: Blanca Portillo, Gonzalo de Castro, Juanjo Cucalón, Goizalde Núñez, Ruth García, Paco León, Francesca Piñón.[2]